# Número primo de Wieferich
En matemáticas, un número primo de Wieferich es un número primo {\displaystyle p} tal que {\displaystyle p^{2}} divide a {\displaystyle 2^{p-1}-1}. Nótese la similitud con el pequeño teorema de Fermat, que afirma que cada número primo {\displaystyle p} divide a {\displaystyle 2^{p-1}-1}. Los primeros números primos de Wieferich fueron descritos por primera vez por Arthur Wieferich en 1909 en sus trabajos relativos al último teorema de Fermat.

## La investigación de los números primos de Wieferich
Los únicos números de Wieferich conocidos son 1093 y 3511 (sucesión A001220 en OEIS), hallados por W. Meissner en 1913 y N. G. W. H. Beeger en 1922, respectivamente; si existen otros, deben ser mayores que {\displaystyle 1,25\cdot 10^{15}}. Se ha conjeturado que solo existe un número finito de números primos de Wieferich, aunque J. H. Silverman demostró en 1988 que si la conjetura abc es válida, para todo número entero positivo {\displaystyle a>1}, existen infinitos números primos {\displaystyle p} tal que {\displaystyle p^{2}} no divide a {\displaystyle a^{p-1}-1}.

## Propiedades de los números primos de Wieferich

### Números de Wieferich y números de Mersenne
Un número de Mersenne es definido como {\displaystyle M_{q}=2^{q}-1} (donde {\displaystyle q} es primo) y por el pequeño teorema de Fermat se sabe que {\displaystyle M_{p-1}=2^{p-1}-1} es siempre divisible por un número primo {\displaystyle p}. Aún más, podría ser que {\displaystyle q} fuera un factor primo de {\displaystyle p-1}, incluso {\displaystyle M_{q}<M_{p-1}} es divisible por {\displaystyle p}.
De la definición de un número {\displaystyle w} primo de Wieferich, tenemos que  {\displaystyle 2^{w-1}-1} es divisible entre {\displaystyle w^{2}} y no solamente entre {\displaystyle w}. {\displaystyle q} podría ser un factor de {\displaystyle w-1}, y {\displaystyle M_{q}} todavía divisible entre {\displaystyle w}; por lo que surge la pregunta de si existe un número de Mersenne {\displaystyle M_{q}} que sea también divisible entre {\displaystyle w^{2}}, o incluso ser él mismo un primo de Wieferich.
Puede demostrarse que
Si {\displaystyle w^{2}} divide a {\displaystyle 2^{w-1}-1}, y {\displaystyle w} divide a {\displaystyle M_{q}=2^{q}-1}, donde {\displaystyle q} es un divisor primo de {\displaystyle w-1}
Entonces también {\displaystyle w^{2}} debe dividir a {\displaystyle M_{q}}; por lo que {\displaystyle M_{q}} contendría un cuadrado (y no podría ser primo).
Los dos primos de Wieferich, {\displaystyle w=1093} y {\displaystyle w=3511} no satisfacen la condición de divisibilidad por un número de Mersenne {\displaystyle M_{q}} con exponente primo {\displaystyle q}; de hecho se conjetura que ningún primo de Wieferich es un factor de un número de Mersenne. Aunque no se han encontrado contraejemplos, se desconoce si la afirmación es cierta o no, por lo que surge la siguiente pregunta:
¿Son todos los números de Mersenne no cuadrados?
Ya que cualquier {\displaystyle M_{q}} conteniendo un primo de Wieferich {\displaystyle w} debe contener también {\displaystyle w^{2}}, se sigue inmediatamente que no sería primo. Entonces,
Un primo de Mersenne no puede ser un primo de Wieferich.

### Generalización ciclotómica
Para una generalización ciclotómica de la propiedad de los primos de Wieferich, {\displaystyle (n^{p}-1)/(n-1)} divisible entre {\displaystyle w^{2}} existen soluciones como 
{\displaystyle (3^{5}-1)/(3-1)=11^{2}}
e incluso con exponentes mayores que dos, como en 
{\displaystyle (19^{6}-1)/(19-1)} divisible entre {\displaystyle 7^{3}}.

### Otras propiedades
- Si {\displaystyle w} es un primo de Wieferich, entonces {\displaystyle 2^{w^{2}}=2{\pmod {w^{2}}}}.

## Los números primos de Wieferich y el último teorema de Fermat
El teorema siguiente, que conecta los números primos de Wieferich y el último teorema de Fermat fue demostrado por Wieferich en 1909:
| Sea p un número primo y sean x, y, z números naturales de tal forma que {\displaystyle x^{p}+y^{p}+z^{p}=0\,}. Además, supongamos que el producto x·y·z es divisible por p. Entonces p es un número primo de Wieferich. |

En 1910, Mirimanoff fue capaz de desarrollar el teorema al mostrar que si los requisitos del teorema son válidos para un cierto número primo {\displaystyle p}, entonces {\displaystyle p^{2}} debe dividir también a {\displaystyle 3^{p-1}-1}. Los números primos de este tipo han sido llamados los números primos de Mirimanoff, pero el nombre no se ha generalizado.